# Hotel śmierci
Hotel śmierci (tytuł oryg. See No Evil) – amerykański film fabularny z 2006 roku, z wrestlerem Kane'em obsadzonym w roli głównej.

## Fabuła
Ponad dwumetrowy, ważący dwieście kilogramów i mający w głowie metalową płytkę psychopata, Jacob Goodnight, mieszka w opuszczonym i zrujnowanym hotelu Blackwell. Pewnego dnia do budynku przyjeżdżają młodzi przestępcy, którzy w ramach kary mają posprzątać wnętrze. Pilnujący ich policjant cztery lata temu, strzelając do Godnighta, umieścił w jego czaszce kulę. Kiedy jeden z nastolatków zostaje porwany przez psychopatę, staje się jasne, że reszta, aby przeżyć, musi się zjednoczyć i stanąć do walki z bezwzględnym mordercą.

## Obsada
- Christina Vidal jako Christine
- Rachael Taylor jako Zoe
- Steven Vidler jako Williams
- Michael Wilder jako Russell
- Penny McNamee jako Melissa
- Samantha Noble jako Kira
- Tiffany Lamb jako Hannah
- Cecily Polson jako Margaret
- Luke Pegler jako Michael
- Michael J. Pagan jako Tye
- Craig Horner jako Richie
- Glenn "Kane" Jacobs jako Jacob Goodnight

## Sequel
W październiku 2014 roku wydano sequel filmu, See No Evil 2. Projekt wyreżyserowały siostry Jen i Sylvia Soska, w rolach głównych obsadzono Danielle Harris, Katharine Isabelle oraz Glenna Jacobsa. Polska telewizja emitowała film pod tytułem Oczy zła.